# Merve Dalbeler
Merve Dalbeler est une joueuse de volley-ball turque née le 27 juillet 1987 à İstanbul. Elle mesure 1,82 m et joue au poste de libero. Elle totalise 45 sélections en équipe de Turquie.

## Clubs
| Club                 | De        | À         |
| -------------------- | --------- | --------- |
| Eczacıbaşı İstanbul  | 2001-2002 | 2008-2009 |
| Yeşilyurt İstanbul   | 2009-2010 | 2009-2010 |
| Galatasaray İstanbul | 2010-2011 | 2010-2011 |
| Fenerbahçe İstanbul  | 2011-2012 | 2018-2019 |
| Beşiktaş İstanbul    | 2019-2020 | 2019-2020 |
| Eczacıbaşı İstanbul  | jan 2020  | mai 2020  |
| THY Spor Kulübü      | 2020-2021 | …         |

## Palmarès

### Équipe nationale
- Jeux européen
  - Vainqueur : 2015[2]

### Clubs
- Ligue des champions
  - Vainqueur : 2012.
- Coupe de la CEV
  - Vainqueur : 2014.
  - Finaliste :2013.
- Championnat de Turquie
  - Vainqueur : 2006, 2007, 2008, 2015, 2017.
  - Finaliste : 2014, 2016.
- Coupe de Turquie
  - Vainqueur : 2009, 2015, 2017.
  - Finaliste : 2014, 2019.
- Supercoupe de Turquie
  - Vainqueur: 2015.
  - Finaliste : 2014, 2017.